# نجع الغباشي
قرية نجع الغباشى هي إحدى القرى التابعة لمركز جرجا بمحافظة سوهاج في جمهورية مصر العربية. حسب إحصاءات سنة 2006، بلغ إجمالي السكان في نجع الغباشى 3276 نسمة، منهم 1759 رجل و1517 امرأة.